# Nirez
Miguel Ângelo de Azevedo, mais conhecido como Nirez (Fortaleza, 15 de maio de 1934), é um jornalista, historiador e desenhista técnico aposentado, além de um dos mais respeitados pesquisadores da música popular do Brasil e dono de um dos mais completos arquivos sobre a cidade de Fortaleza, Ceará.

## Biografia
Filho do poeta, escritor e pintor Otacílio de Azevedo, Nirez foi batizado em homenagem ao artista renascentista Michelangelo. Casou-se a 20 junho de 1959 com Maria Zenita de Sena Rodrigues, que adotou o nome de Maria Zenita Rodrigues de Azevedo após o casamento. Tiveram 4 filhos: Terezinha de Azevedo (bibliotecária), Otacílio de Azevedo Neto (radialista), Nirez de Azevedo e Mário de Azevedo (colaborador do museu como os demais filhos).
Começou trabalhando como desenhista técnico no DNOCS, onde ficou até o ano de 1991, quando foi transferido para a para a Rádio Universitária FM da Universidade Federal do Ceará, mas desde 1956 colabora com jornais de Fortaleza, tais como: Tribuna do Ceará, Correio do Ceará e O Povo. Seu filho, Nirez de Azevedo, seguiu os passos do pai como escritor, tendo inclusive escrito um livro sobre a história do futebol no Ceará. Ocupa a Cadeira de nº 26 da Academia Cearense de Literatura e Jornalismo, e é Diretor do Museu da Imagem e do Som do Ceará.
É membro do Instituto do Ceará (Histórico, Geográfico e Antropológico)

## Arquivo Nirez
Nirez mantêm em sua casa, localizada à rua Professor João Bosco, 560 - bairro Rodolfo Teófilo, segundo o jornal Folha do Ceará, a maior discoteca particular do país. Boa parte de seu acervo foi conseguido quando a emissora de rádio Uirapuru, a "Emissora do Pássaro", resolveu atualizar sua discoteca com LP's e, graças ao radialista e ex-senador Cid Carvalho, os discos de 78 rotações foram doados ao Nirez. Possui também um grande registro de imagens históricas de Fortaleza e outros municípios do Estado, formada quando o estúdio fotográfico ABAFILM se desfez de seus arquivos de sua sede no centro de Fortaleza. O Arquivo Nirez, conhecido em todo Brasil, é composto por um rico acervo bibliográfico, arquivístico e museológico, como: livros, revistas, rótulos, fotos, slides, negativos, equipamentos antigos etc. 
Possui como principal atração a coleção de gravações em 78 rotações (discos de cera) considerada uma das maiores do país em gravações brasileiras comerciais, com um montante de mais de 22 mil exemplares, contemplando todas as fases da produção musical nacional de 1902 a 1964. A coleção, por ser bastante volumosa, torna a pesquisa rica, porém demorada; por se encontrarem em bom estado de conservação, os discos permitem que se desenvolva um trabalho de digitalização, visando sua preservação definitiva e facilitando o acesso às informações (fonogramas), que apesar de parte das músicas ser pouco conhecida do grande público, são fundamentalmente importantes para a história da música brasileira. Nirez faz um programa semanal na rádio Universitária, que está no ar desde 1960.
Em 2002, seu arquivo foi contemplado no concurso da Petrobrás, recebendo apoio para reformá-lo e digitalizá-lo. O Projeto “Meio Século de MPB - Disco de Cera” consistiu na digitalização de todo o acervo de discos de cera (78 rpm) do Arquivo Nirez (22 mil exemplares) e a disponibilização dos dados na Internet. O projeto contou com as etapas de higienização, catalogação e digitalização dos discos (captura em meio digital dos fonogramas analógicos através de softwares de áudio específicos), sob a coordenação de profissionais com larga experiência na área. Ao final, deu-se a gravação definitiva dos arquivos musicais em padrões “cda” "wav" e “mp3” com cópia de segurança. O projeto que se realizou entre 2004 e 2005 contou ainda com a supervisão do Nirez, assessoria técnica da Cia. de Audio e o patrocínio da Petrobras através da Lei Rouanet do Ministério da Cultura.

## Obras
Além de colaborar com inúmeras coletâneas e dicionários, Nirez escreveu também os livros:
- Discografia Brasileira n°1,
- Fortaleza de Ontem e de Hoje, (1991),[12]
- Cronologia Ilustrada de Fortaleza, (2001),[13]
- O Balanceio de Lauro Maia, (2004),[14]

## Homenagens
Pelo seu trabalho, Nirez recebeu inúmeros prêmios e reconhecimentos, entre eles: 
- Medalha do Mérito Cultural da Fundação Joaquim Nabuco (Recife - PE), em 1982,
- Prêmio Rodrigo Melo Franco de Andrade, do Instituto do Patrimônio Histórico e Artístico Nacional em 1994,
- Recebeu o Troféu Sereia de Ouro, do Grupo Edson Queiroz, em 1994.[15]